# Milutin Šoškić
Milutin Šoškić, (en serbio: Милутин Шошкић; Pec, Reino de Yugoslavia, 31 de diciembre de 1937-27 de agosto de 2022) fue un futbolista que ejerció como portero titular de la selección yugoslava (1959-1966).

## Biografía
Soskic vivió su mayor éxito en la escena internacional cuando se proclamó subcampeón de Europa en 1960 y campeón olímpico ese mismo año en los Juegos de Roma. También participó en el Copa Mundial de Chile de 1962.
En 1966, dejó el Partizán de Belgrado y fichó por el Colonia, donde en su primera temporada jugó todos los partidos. Desde entonces, las lesiones le persiguieron y solo pudo disputar 65 encuentros de liga en cinco años. El momento culminante de su período en el Colonia fue la conquista de la copa alemana en 1968. 
Una vez terminada su carrera, fue entrenador asistente del Partizán de Belgrado (1979-1990). Más tarde, entrenó a los porteros de la selección de fútbol de Estados Unidos.